# Arco de Santa María

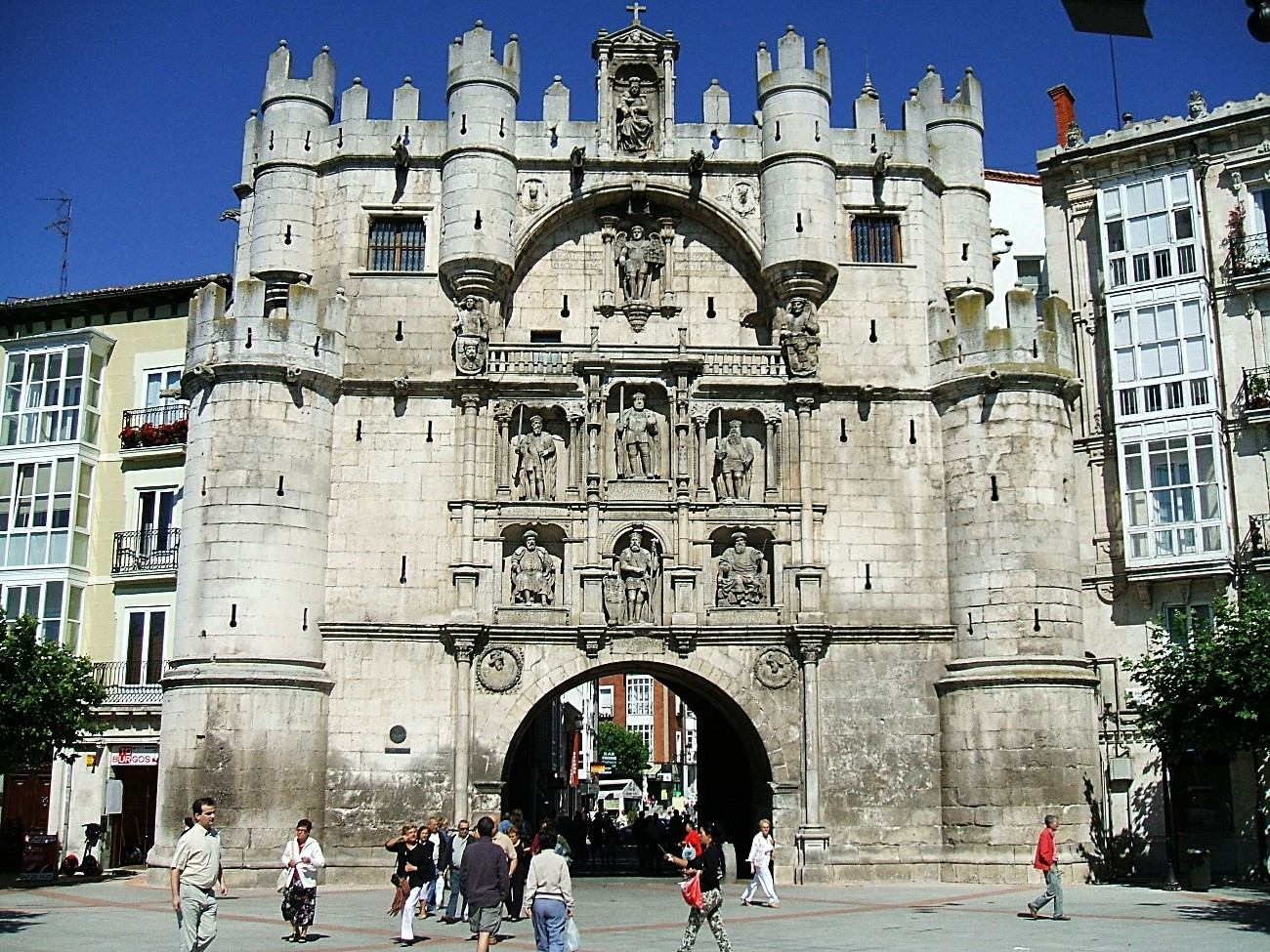
Arco de Santa María, Burgos

Arco de Santa María v Burgosu ve Španělsku, je jednou z dvanácti městských středověkých bran. Byla přestavěna Karlem V., císařem Svaté říše římské, v 16. století poté, co vládci města podpořili jeho vládu během povstání komunérů. Na fasádě oblouku se objevují postavy důležité pro město Burgos a Kastilii, jako Diego Rodríguez Porcelos, zakladatel města; jueces de Castilla; Laín Calvo a Nuño Rasura; El Cid; Fernán González; a samotný Karel V.
Interiér budovy je přístupný veřejnosti a nacházejí se zde dočasné umělecké expozice, velká nástěnná malba od burgoského umělce José Vela Zanettiho a výstava starožitného farmaceutického vybavení.

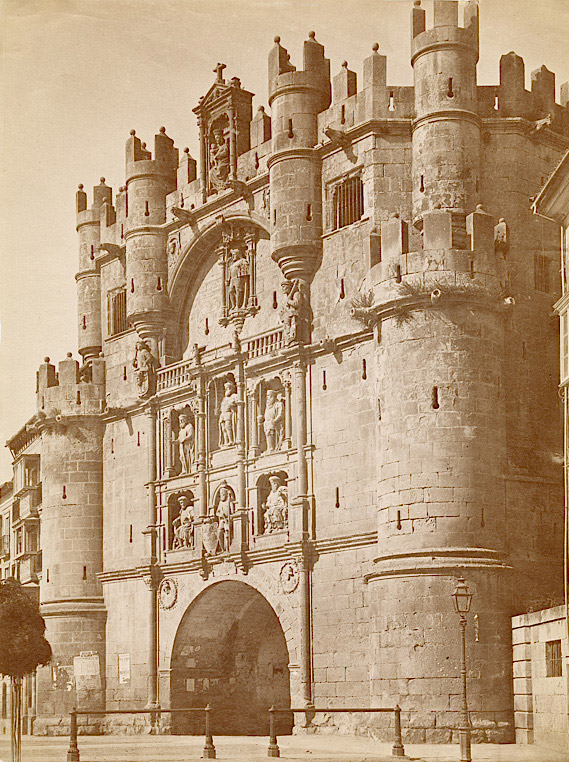
Arco de Santa Maria, Burgos od Juana Laurenta, cca 1863, Oddělení obrazových sbírek, Knihovna Národní galerie umění, Washington, DC

V roce 1943 byla přidána na seznam národních památek.